# رودريغو بيترز ماركيز
رودريغو بيترز ماركيز (بالبرتغالية: Rodrigo Peters Marques‏) (16 مايو 1985 في البرازيل - ) هو لاعب كرة قدم برازيلي في مركز حراسة المرمى. لعب مع نادي أمريكا ونادي بروكسل ونادي فاريسي ونادي كوريتيبا ونافال وASD Barletta 1922 ‏.

## وصلات خارجية
- رودريغو بيترز ماركيز على موقع قاعدة بيانات كرة القدم.إي يو (الإنجليزية)
- رودريغو بيترز ماركيز على موقع Soccerway.com (الإنجليزية)